# إسحاق الأول كومنين
إسحاق الأول كومنين أو كومنيوس ((باليونانية: Ἰσαάϰιος ὁ Κομνηνός)، (باللاتينية: Isaakios ho Komnēnos)، (حوالي  1007 – 1060) كان الإمبراطور البيزنطي من 1057 إلى 1059، وهو أول عضو يحكم من سلالة الكومنينيون.
إسحاق هو نجل الجنرال مانويل إروتيكوس كومنينوس، وتيتم في سن مبكرة، ثم نشأ تحت رعاية الإمبراطور باسيل الثاني. أثبت جدارته كقائد عسكري ناجح، وشغل منصب القائد العام للجيوش الشرقية بين عامي 1042 و1054. ترأس في عام 1057 تآمرًا لمجموعة من الجنرالات الشرقيين غير الراضين ضد المتوج حديثًا ميخائيل السادس برينغاس.
أعلنه أتباعه إمبراطورًا في 8 يونيو 1057، وحشد قوات عسكرية كافية لهزيمة الجيش الموالي في معركة هاديس. كان إسحاق مستعدًا لقبول حلٍّ وسط من خلال تعيينه وريثًا لميخائيل، إلا أن فصيلًا قويًا في القسطنطينية بقيادة بطريرك القسطنطينية المسكوني ميخائيل كيرولاريوس، ضغط على ميخائيل السادس للتنازل عن العرش. وبعد أن تنازل ميخائيل عن العرش في 30 أغسطس 1057، تُوج إسحاق إمبراطورًا في آيا صوفيا في 1 سبتمبر.
كافأ إسحاق-بصفته إمبراطورًا- أنصاره، وشرع أيضًا في سلسلة من الإجراءات المالية المصممة لدعم الإيرادات والحد من التجاوزات التي تفاقمت في عهد أسلافه. تمثل هدفه في ملء الخزينة واستعادة فعالية الجيش البيزنطي لصون الإمبراطورية. أثار تخفيض الرواتب والإجراءات الضريبية القاسية ومصادرة ممتلكات الكنيسة معارضة كبيرة، لا سيما من كيرولاريوس، الذي اعتبر نفسه صانع ملوك. قُبض على كيرولاريوس في نوفمبر 1058 ونفي، وتوفي قبل أن يُعقد المجمع الكنسي (السينودوس) لعزله.
صمدت الحدود الشرقية في عهد إسحاق، وحُلت مسألة الغارات الهنغارية بموجب معاهدة في عام 1059، بينما أُخضع البجانكة الهائجون من قبل إسحاق شخصيًا في صيف 1059. مرض إسحاق بعد فترة وجيزة، وبناءً على نصيحة ميخائيل بسيلوس وضغطه، تنازل عن عرشه لصالح قسطنطين العاشر دوكاس، متقاعدًا في دير ستوديون حيث توفي لاحقًا في عام 1060.

## السيادة
كانت مكافأة الأنصار أول ما قام به الإمبراطور الجديد، إذ عيّن شركاؤه في المؤامرة في مناصب عليا، ودُعي شقيقه بمدبّر مرافق الغرب وحصل على لقب قُربلاط الذي مُنح أيضًا لكيكومينوس وبرينيوس. تلقت القوات التي تبعته دعمًا وسرعان ما أُعيدت شرقًا لتجنب أي مشاكل مع سكان القسطنطينية. كما كوفئ البطريرك ميخائيل كيرولاريوس على دعمه، بمنحه السلطة المنفردة لجميع شؤون الموظفين والشؤون المالية للكنيسة، والتي كانت في السابق تحت سلطة الإمبراطور، بينما حصل أبناء أخوة البطريرك على ألقاب البلاط المرموقة.

### الإصلاحات المالية
شكل تولّي إسحاق السلطة نقطة تحول في التاريخ البيزنطي، وعلامة على النهاية الحاسمة للسلالة المقدونية التي حكمت طويلًا. رغم استيلاء بعض الجنرالات الأقوياء على السلطة سابقًا، إلا أنهم حكموا جنبًا إلى جنب مع الأباطرة المقدونيين، بينما كان إسحاق أول عسكري قوي يغتصب السلطة منذ القرن التاسع، وقد انعكس ذلك عندما صُكّت العملة باسمه، والتي أظهرته بشكل فريد يحمل سيفًا مسلولًا. ورغم احتمال أنه أشار ببساطة إلى نيته في استعادة «الحكم العسكري المقتدر» (كالديليس)، فقد فُهم على أنه ادعاء بالحكم بالحق المعطى للغازين، أو تعبيرًا عن اعتقاده الأثيم «بأن إنجازاته لم تكن بعون الله ولكن من براعته». من المؤكد أنها سلطت الضوء على تصميم إسحاق لإجراء إصلاحات واستعادة فاعلية الجيش.
كانت المهمة التي واجهها شاقة حقًا، إذ عزز الأباطرة الضعفاء سياسيًا في الثلاثين عامًا التي سبقت توليه السلطة، الفساد وعدم الكفاءة، ووزعوا الألقاب ورواتب الدولة المستحقة لها (روجاي) مقابل الدعم. كان تخفيض قيمة العملة في عهد قسطنطين التاسع رد فعل أولي على الأزمة المُحضّر لها، لكن إسحاق كان أول إمبراطور يواجه عجزًا في الميزانية في تلك الفترة.
اضطُر إسحاق إلى تطبيق اقتصادات صارمة بغية تمويل جيشه، إذ ألغى الروجاي لمن حصلوا على الألقاب وفرض مجموعة ضرائب أكثر صرامة وفعالية، واسترد عقارات إمبراطورية مختلسة، وألغى منح مثل هذه الأراضي والإعفاءات الضريبية التي مُنحت في عهد قسطنطين التاسع وميخائيل السادس، لا سيما تلك التي مُنحت للأديرة والكنائس، باستخدام قانون نقفور الثاني فوكاس.

لقيت جهود إسحاق احتفاءً حتى بين بعض كبار البيروقراطية المدنية، ورغم قطع رواتب المسؤولين ولاسيما أعضاء مجلس الشيوخ، وفقًا لتعليقات بسيلوس وميخائيل أتالييتس.
حرص إسحاق كومنينوس على عدم إضاعة الوقت في التخلص من الفساد المتأصل في الإمبراطورية الرومانية. يمكننا تشبيه ذلك بجسد وحشي، به العديد من الرؤوس، وعنق غليظ قبيح، وأيدٍ كثيرة لدرجة أنها لا تعد ولا تحصى، وذات العدد من الأقدام، أما أحشاؤه فمتقيحة ومريضة، ومنتفخة في بعض أجزائها، ومتحللة في أجزاء أخرى، وهنا مصابة بالاستسقاء، وهناك تتضاءل مع الاستهلاك. حاول إسحاق علاجه بالجراحة الشاملة.
ميخائيل بسيلوس، كرونوغرافيا 7:51

### سقوط كيرولاريوس
كان ما أثاره من تسرع وصرامة المأخذ الوحيد عليه بالنسبة إلى بسيلوس، معتبرًا أنه من خلال نهج تدريجي وحكيم، خطوة بخطوة، كان سيحقق نجاحًا أكبر مع معارضة أقل بكثير. فقد أثار رد فعل ميخائيل كيرولاريوس باستيلائه على أراضي الكنيسة، والذي تدهورت علاقاته معه تدريجيًا. سرعات ما بلغ دور البطريرك في اعتلاء إسحاق السلطة ونفوذه الجديد الواسع ذروته. إذ يقال إنه حذر الإمبراطور ووبخه، بل وصل إلى حد تهديده بتدميره «مثل الفرن الذي قد صنعه». يُزعم أيضًا أنه كان يرتدي أحذية أرجوانية إمبراطورية، وهو امتياز يقتصر على الإمبراطور، والذي قد يشير- وفقًا لما ذكره كالديليس- إلى أن كيرولاريوس قد تأثر بالنظريات البابوية وتصورات المساواة بين القوى العلمانية والدينية، وهي مقاربة بيزنطية تقليدية عرفت بالسيمفونيا.
وفي نهاية المطاف، عندما زار كيرولاريوس كنيسةً خارج أسوار المدينة، وكان بعيدًا عن مؤيديه من الغوغاء الحضريين، أرسل إسحاق الحرس الفارانجي في 8 نوفمبر 1058 لاعتقاله ونقله إلى جزيرة مرمرة، حيث وُضع تحت الإقامة الجبرية. مارس إسحاق ضغوطًا كبيرة على كيرولاريوس للاستقالة، لكنه رفض بثبات. قرر الإمبراطور أخيرًا عقد السينودس ضد البطريرك. كان من المقرر أن يُعقد بعيدًا عن العاصمة، في مكان ما في تراقيا، بحضور بسيلوس، والذي قد تعرض أيضًا للاضطهاد من قبل كيرولاريوس، بصفته المتهم الرئيسي. وقد توفي كيرولاريوس في 21 يناير 1059 قبل انعقاد السينودس. عين إسحاق البيروقراطي قسطنطين ليشودس بطريركًا جديدًا.

## مزيد من الإطلاع
- Stanescu, Eugen (1966). "Les réformes d' Isaac Comnène". Revue des Études Sud-Est Européennes (بالفرنسية). 4: 35–69. ISSN:0035-2063. صيانة CS1: لغة غير مدعومة (link)

| إسحاق الأول كومنين السلالة الكومنينيونيةولد: حوالي 1007 توفي: 1060 |                                                    |                           |
| ألقاب الحكم                                                        |                                                    |                           |
| سبقه ميخائيل السادس                                                | الإمبراطور البيزنطي 1 سبتمبر 1057 – 22 نوفمبر 1059 | تبعه قسطنطين العاشر دوكاس |